# ドライ加工
ドライ加工（ドライかこう）とは、切削油やクーラント（冷却水）を使用しない、金属などの加工を行う方法をいう。また、少量の切削油を使用するものをセミドライ加工と呼ぶ。
近年、ヨーロッパでは環境問題の高まりにより、研削加工工程からドライ加工が始まった。日本でも歯車の歯切りを行うホブ盤でドライ加工が始まっている。